# Eusthenopteron
Eusthenopteron är ett släkte lobfeniga fiskar från förhistorisk tid, nära släkt med tetrapoder. Tidiga skildringar av detta djur visar det som levande i våtmarker eller helt på land, men paleontologer kan genom modern forskning nu styrka att det rörde sig om vattenlevande djur. Släktet omfattar minst två arter som levde under yngre devonperioden för cirka 385 miljoner år sedan. Eusthenopteron beskrevs först av Joseph Frederick Whiteaves år 1881, som en del av en stor samling av fiskar från Miguasha nationalpark i Kanada. 

## Beskrivning
Rent anatomiskt så delar Eusthenopteron många unika egenskaper med de första tetrapoderna. De största individerna blev uppemot 1,8 meter långa, och de hade ett mönster av benplattor i kraniet liknande de som återfinns i släktena Ichthyostega och Acanthostega. Precis som de flesta andra fiskar i kladen Tetrapodomorpha hade Eusthenopteron inre näsborrar (choaner), som bara återfinns hos landlevande djur och lobfeniga fiskar. De hade tänder liknande de hos de första medlemmarna i underklassen Labyrinthodontia, groddjur som levde för 360 till 150 miljoner år sedan. Släktet är även känt för att arterna börjat utveckla ben i fenorna. Det skiljer sig från exempelvis benfiskarna, och man tror att fenorna hos Eusthenopteron senare utvecklades till benen på dagens landlevande djur.

## Galleri

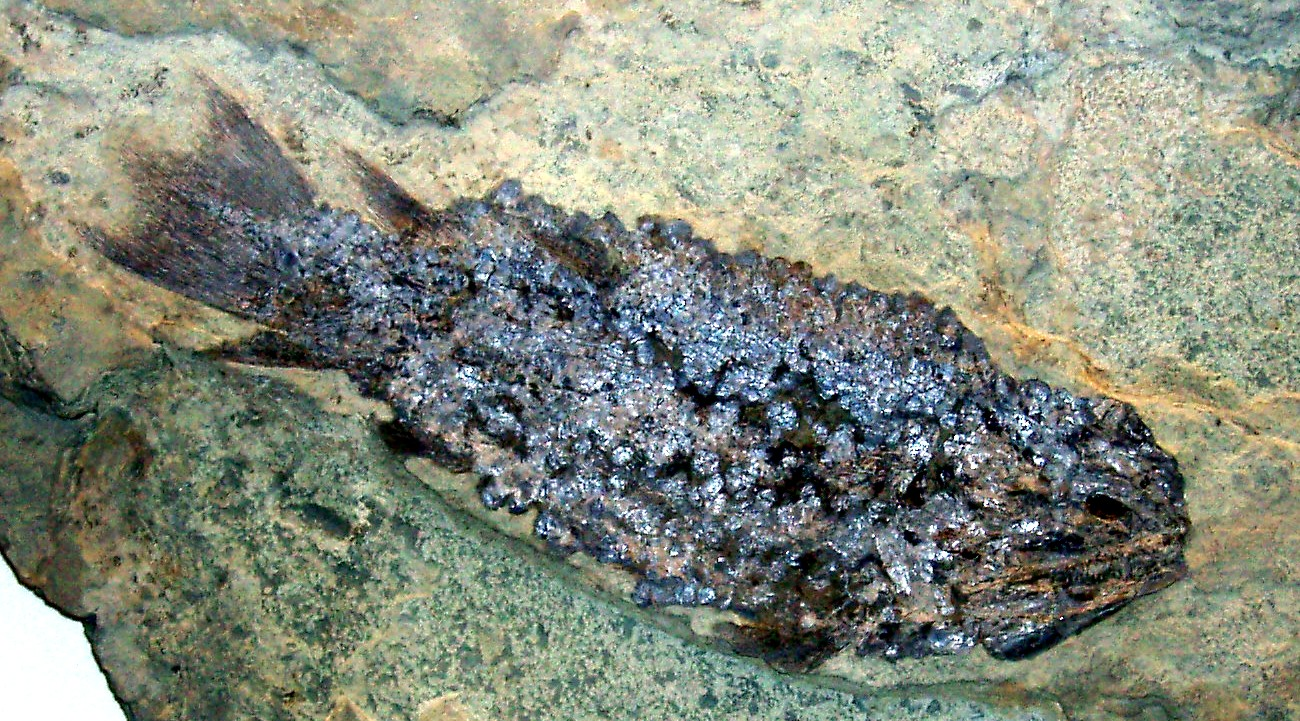
Fossil av Eusthenopteron foordi.
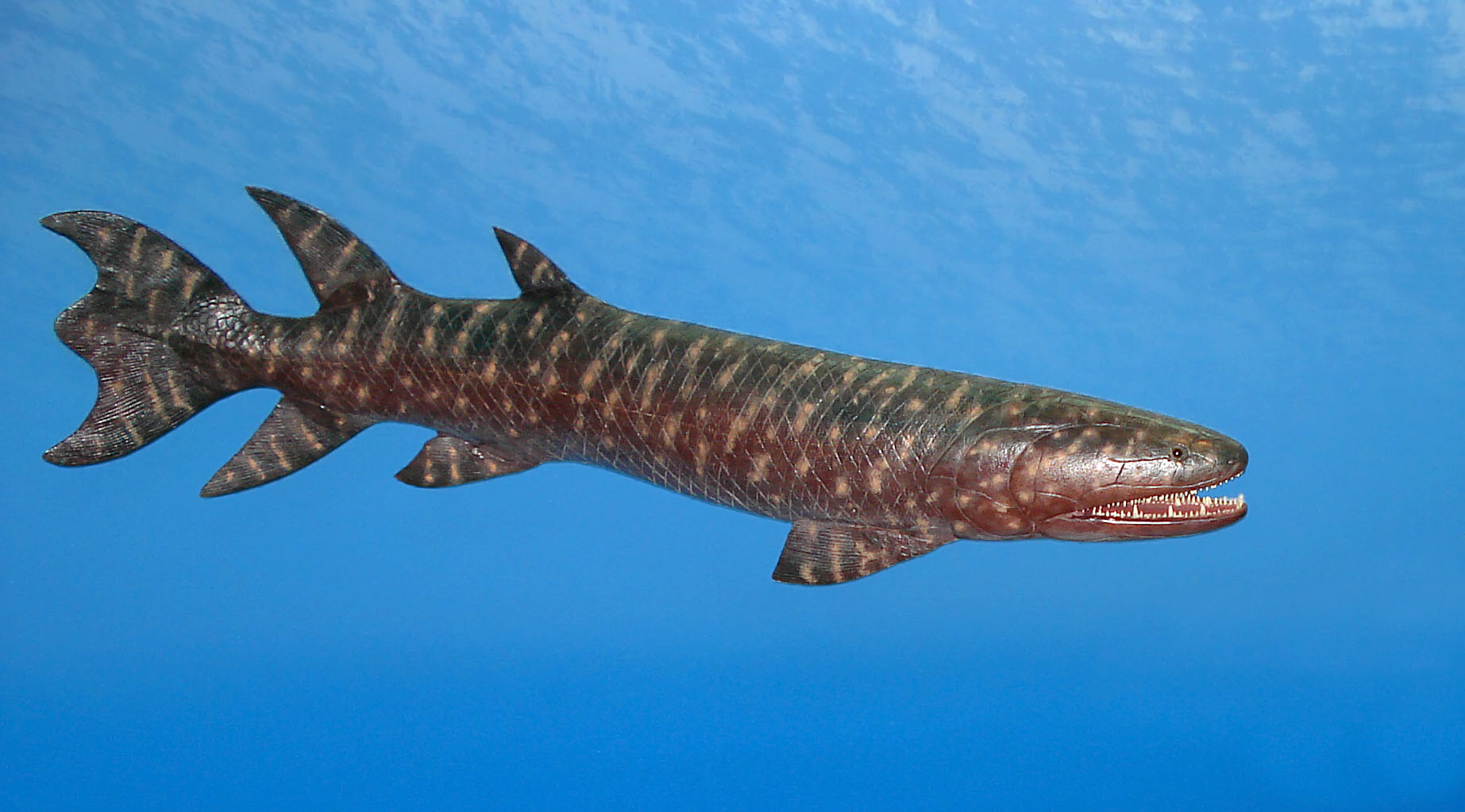
Illustration av Eusthenopteron.
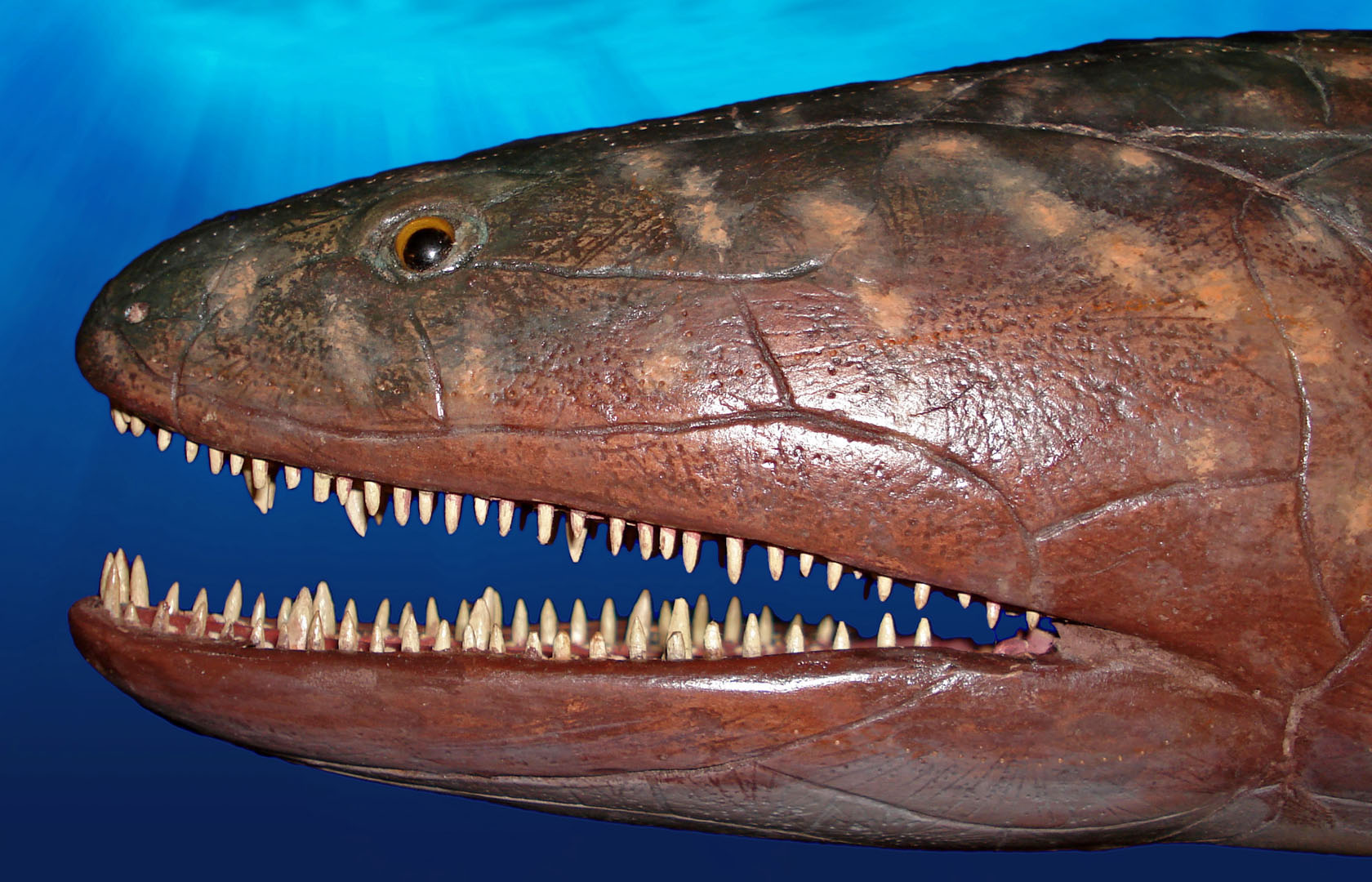
Huvudet av Eusthenopteron.
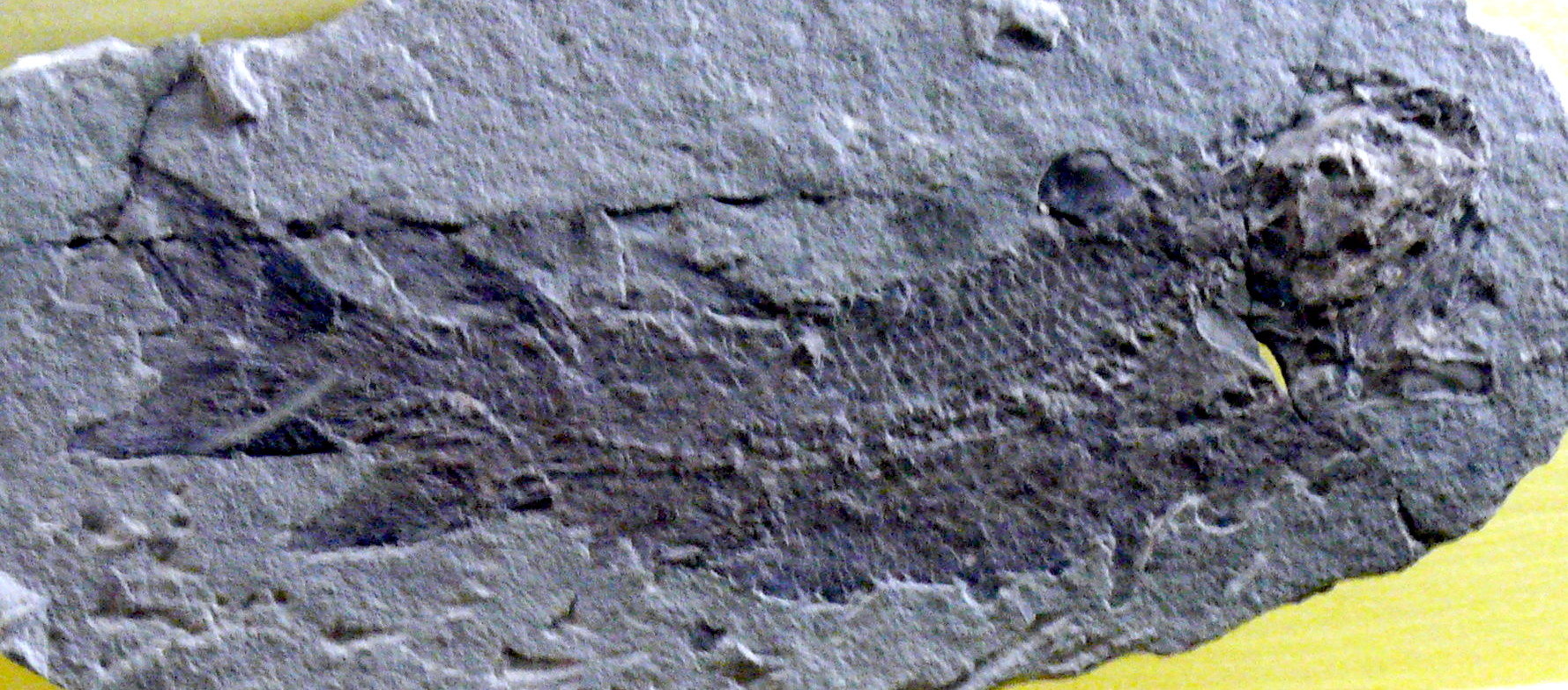
Fossil av Eusthenopteron foordi vid Museum für Naturkunde (Berlin).